# Nusalala marginata
Nusalala marginata is een insect uit de familie van de bruine gaasvliegen (Hemerobiidae), die tot de orde netvleugeligen (Neuroptera) behoort. 
Nusalala marginata is voor het eerst wetenschappelijk beschreven door Navás in 1926.